# Christopher Michael Holley
Christopher Michael Holley (nacido el 23 de noviembre de 1971) es un actor estadounidense conocido por su papel de Beanie en Smokin' Aces.

## Vida
Nació en Minot, Dakota del Norte y en por un tiempo asistió a la escuela secundaria Wheatland Union. Su primer papel actoral fue una aparición no acreditada en la película Black Panther de 1995. Desde entonces ha aparecido en varias otras películas, incluida Smokin' Aces, donde apareció como Beanie. También apareció en la secuela directa a video de 2010, Smokin' Aces 2: Assassins' Ball. Ha tenido varios papeles pequeños en películas como 21 blackjack, Pride and Glory y la película de VOD de 2014 Stretch. Ha aparecido en varios programas de televisión, incluidos Trauma y Those Who Kill. También apareció en el programa de NBC State of Affairs.

## Filmografía
| Año  | Nombre                          | Papel                          |
| ---- | ------------------------------- | ------------------------------ |
| 1995 | Black Panther                   | Sin acreditar                  |
| 2006 | Faceless                        | Agente Curtis Lehane           |
| 2006 | Smokin' Aces                    | Beanie                         |
| 2007 | Cash Cow                        | The Record Producer            |
| 2007 | Cover                           | DL Father                      |
| 2007 | The Road                        | Cleophis                       |
| 2008 | 21 blackjack                    | Jugador filosófico             |
| 2008 | Team Room                       | Ben Eckhardt                   |
| 2008 | Pride and Glory                 | Detective Miller               |
| 2009 | Sensored                        | Oficial Miles                  |
| 2009 | Nite Tales                      | Matón 2                        |
| 2010 | The Invited                     | Teniente Williams              |
| 2010 | Smokin' Aces 2: Assassins' Ball | Agente especial Malcolm Little |
| 2010 | Trauma                          | Roofer                         |
| 2011 | The Lot                         | Hank                           |
| 2011 | Left & Loose in the Lot         | Desconocido                    |
| 2014 | Those Who Kill                  | Teniente Mike Dunn             |
| 2014 | Stretch                         | Caesar                         |
| 2014 | State of Affairs                | Earl Givens                    |
| 2021 | Copshop                         | Oficial Ruby                   |